# 關口 (文京區)
關口（日语：／ Sekiguchi */?）是東京都文京區的町名。下分關口一丁目至關口三丁目。2013年（平成25年）8月1日的居住人口有6,001人。郵遞區號為112-0014。

## 地理
東京椿山莊大酒店、東京聖瑪利亞主教座堂等的所在地。2丁目與3丁目是接續目白台高地的文教地區，有獨協中學校、高等學校與東京音樂大學附屬高等學校等。

## 歷史
西古川町、東古川町、小日向町、松枝町、關口町、關口水道町、關口駒井町、關口台町等合併成立。正保年間（1644年～1648年）稱關口村。

### 地名由來
有奧州街道的關所、神田上水與神田川的分流堰等諸多說法。

## 交通

### 鐵路
- 東京地下鐵有樂町線：江戶川橋站

## 備註
1. ↑  『角川日本地名大辞典 13 東京都』、角川書店、1991年再版、P990
2. ↑  .   [2013-08-06]. （原始内容存档于2013-05-13）.

## 外部連結
- 文京區官方網站 （页面存档备份，存于）